# Université du vin
L'Université du Vin, fondée en 1978, a son siège au château de Suze-la-Rousse, propriété du conseil général de la Drôme. C'est un établissement privé d'enseignement supérieur rattaché au rectorat d'Aix-en-Provence. Elle propose un large éventail de formation liés à la filière viti-vinicole qui va du diplôme de sommelier-conseil, à un DESS Droit de la vigne et du vin, en passant par un diplôme international en gestion, marketing et économie des vins et eaux-de-vie. S'y sont ajoutés des stages de formation à la dégustation qui s'adressent tant aux néophytes, qu'aux amateurs ou aux professionnels et l'organisation de colloques, congrès, expositions et séminaires nationaux et internationaux liés aux thèmes de la vigne et du vin. L'Université possède de plus, à l'espace Médicis, une collection ampélographique de première importance.

## Le fondateur
Jacques Mesnier est le fondateur de l'Université du Vin et en fut son premier président. À l'époque de l'acquisition du château de Suze-la-Rousse, il était président du Syndicat des vignerons des Hautes Côtes du Rhône et Henri Michel, député-maire de Suze, était vice-président du Conseil général de la Drôme qui s'était porté acquéreur.
Les deux hommes décidèrent d'un commun accord, en 1977, de créer un Centre du vin dans le château inoccupé. L'idée de départ était qu'un tel site pouvait avoir vocation à être le siège des organisations vigneronnes, de dispenser des cours de formation continue, de se doter d'un laboratoire d'œnologie et d'une salle de dégustation. Siègerait aussi la Commanderie des Costes du Rhône dont Max Aubert était le Grand Maître. Mais rapidement ce programme ambitieux fit concevoir que c'était une véritable Université du vin qu'il fallait fonder.
D'emblée le président-fondateur opta pour que les activités de la nouvelle Université puissent s'orienter sur un plan européen et mondial. Cette politique globaliste porta rapidement ses fruits puisqu'en moins de dix ans, l'Université du vin signa une convention avec la Commission scolaire du Québec sur la formation de spécialistes dans le secteur viti-vinicile, et ouvrit une mission à Santiago du Chili pour coopérer à l'assistance technique, à une production de qualité et à l'organisation d'un label de dégustation dans les concours de vin. Dans la même période, était ouverte, en France, une Université-sœur de Suze à Ségonzac, dans la région de Cognac, et en 1993, après huit ans de préparation avec l'Union des coopératives viticoles de la région de Thèbes, une Université du vin en Grèce. Jacques Mesnier a été fait commandeur de la Légion d'honneur le 6 mai 1992. C'est le second responsable viticole des Côtes du Rhône, après le baron Pierre Le Roy de Boiseaumarié, à obtenir cette distinction.

## Le site

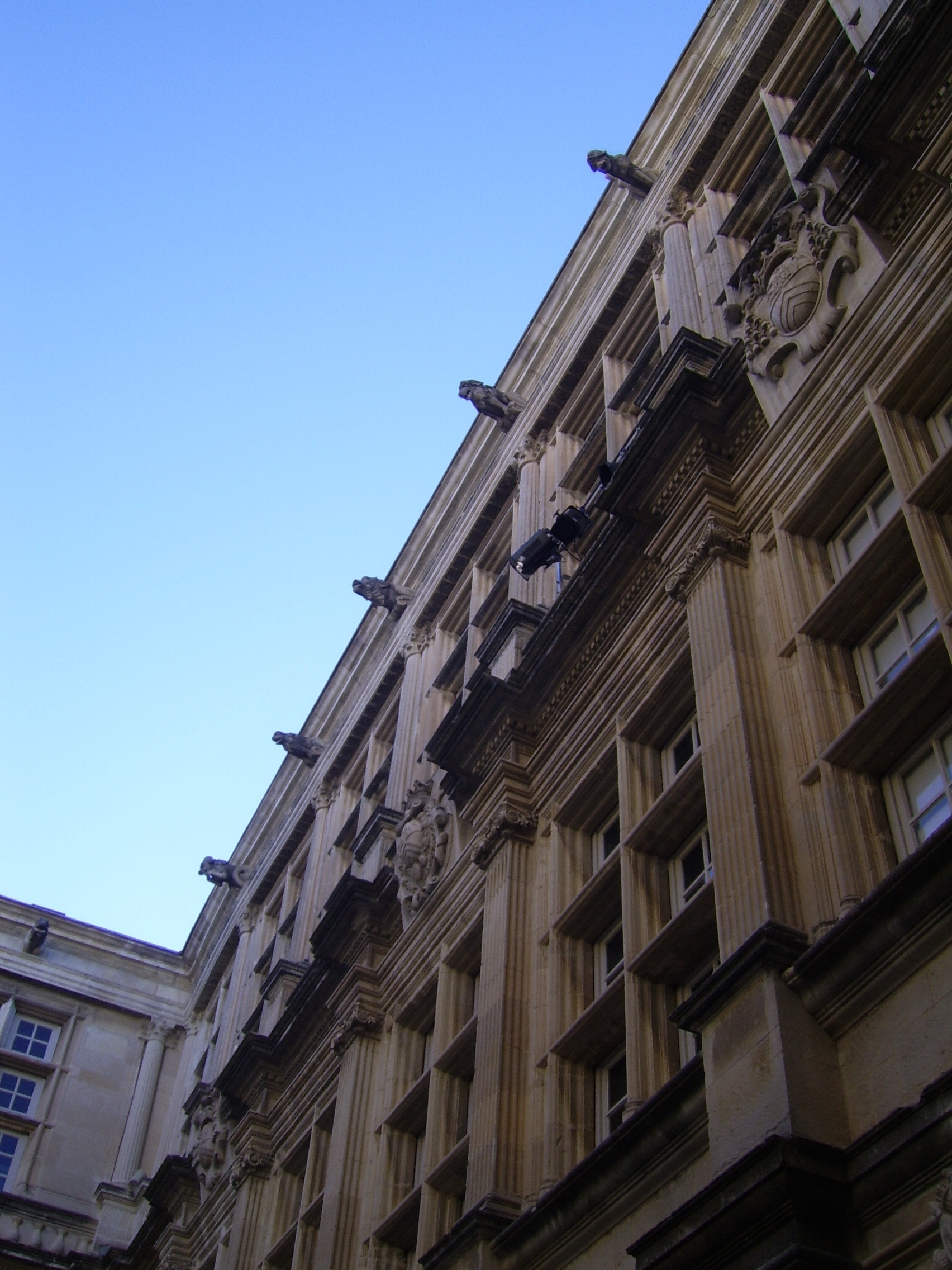
Cour d'honneur

Dominant le village de Suze-la-Rousse, le château impressionne avec « ses murs vertigineux (30 mètres par endroits), ses puissantes tours de défense, le double développement des créneaux en encorbellement, les fossés creusés dans le rocher de sa butte même ». Cette redoutable forteresse médiévale, fut d'abord la propriété des princes d'Orange au XIIe siècle. Il passa ensuite à la famille des La Baume-Suze à partir de 1426. Elle a d'ailleurs fait placé son blason à l'entrée qui portait « d'argent à trois chevrons de sable au chef d'azur chargé d'un lion issant d'or », Sa cour d'honneur, voulue par Rostaing de Suze, évêque d'Orange au XVIe siècle, est entourée sur trois niveaux de bâtiments Renaissance.
En septembre 1564, il reçut Marie de Médicis et son fils Charles IX. Le jeune roi, il avait 14 ans, y apprécia beaucoup ses confitures. C'est en souvenir de cette visite la collection ampélographique de l'Université a été nommée l'Espace Médicis,.
En 1797, le château passa, par héritage, à la marquise des Isnards, sœur du dernier La Baume-Suze. Sa dernière propriétaire fut la marquise de Bryas. Morte sans postérité en 1958, elle le légua à une œuvre charitable. La charge était si lourde que celle-ci préféra s'en débarrasser en 1965. Le Conseil général de la Drôme s'en porta acquéreur.

## Les formations
L'Université assure des formations de droit sanctionnées par des diplômes reconnus au niveau européen et international :
- DESS Droit de la vigne et du vin.
- Technologie approfondie en gestion et marketing dans le secteur viti-vinicole (diplôme de 2e cycle).
- Gestion, marketing et économie du secteur viti-vinicole (diplôme de 3e cycle).

Dans le cadre Économie, elle propose deux types de formation :
- Diplôme de sommelier-conseil (20 diplômés par an).
- Formation continue (enseignements modulaires spécialisés).

À titre d'exemple, le DESS ouvre des débouchés professionnels dans les administrations, les cabinets d'avocats spécialisés, les syndicats vitivinicoles et d'appellation, les interprofessions ainsi que dans les organismes internationaux tant au niveau européen que mondial.

## L'orientation de l'Université
Elle a fait l'objet d'un vaste débat, préalable à la tenue de son Assemblée Générale, qui s'est déroulée les 26 et 27 mai 1988, lors du dixième anniversaire de sa fondation. Là, furent entérinées les conclusions des tables rondes qui traçaient une ligne directrice pour les décennies à venir. Ont été abordés les thèmes de l'enseignement du droit de la vigne et du vin, la formation des sommeliers conseil, l'information fournie par le Centre de documentation et la banque de données de l'Université, l'organisation de l'important symposium organisé au château en 1989 sur l'Histoire de la vigne et du vin de l'Antiquité à nos jours, la mise en valeur des Monuments Historique en liaison avec la filière vin, etc.

## Le centre de documentation
L'Université dispose d'un Centre de documentation et d'une banque de données pour ses stagiaires, ses étudiants, les professeurs. Il est mis à la disposition de tous les professionnels de la vigne et du vin qui en font la demande. Ce Centre est unique en France et il intègre toutes les données disponibles sur l'œnologie, la viticulture, les sciences humaines, la littérature viti-vinicole, les différentes appellations et leur historique, le marketing en matière de vins et alcools, etc. De plus le Centre offre la possibilité de consulter en ligne les 10 000 revues professionnelles répertoriées à travers le monde et qui ont un site web. Sa bibliothèque, avec ses 3 000 ouvrages référencés est la plus riche de France. Elle a été enrichie par un certain nombre de legs avec la collection Marcel Lugan, celle d'Étienne Guy avec ses ouvrages allant du XVIIe au XIXe siècle, les bulletins de l'OIV (1950-1970) et les sept volumes de l'Encyclopédie Viala et Vermorel (1904-1910) offerts par Louis Orizet, les collections reliés du Moniteur vinicole (1860-1970) et de La Journée vinicole.

## La salle de dégustation
Elle est installée symboliquement dans l'ancienne chapelle du château. Le choix de celle-ci a été une évidence puisqu'elle a reçu dans les années 1970 une ornementation baroque essentiellement composée de colonnes torses et d'angelots dorés brandissant des grappes de raisin.

## Le laboratoire d'œnologie et d'agronomie
Il est connu sous l'acronyme LACOA (Laboratoire Copératif d'Œnologie et d'Agronomie), il analyse chaque année 900 000 hectolites de vin. Patrick Galant op. cit., no 6, p. 29. et a été à l'initiative de la création de la première carte informatisée des terroirs viticoles en 1987.

## Trois exemples d'activité au service de la vigne et du vin

### La carte informatisée du vignoble
La conception de cette carte s'est fondée sur la notion de terroir viticole (sol et climat) qui est à la base de la production et de la spécificité des vins de qualité. Jusqu'alors, le viticulteur, ne disposant pas d'un outil technique approprié, décidait empiriquement de ses choix de cépages, de porte-greffes, du mode de travail du sol et de sa fertilisation. Pour le premier essai d'informatisation d'un terroir, ce fut Buisson, commune voisine de Suze, qui fut choisie avec ses 1 000 hectares de superficie, son vignoble étant implanté sur une superficie de 350 hectares. L'informatisation de ce terroir qui mobilisa aussi le BREGM d'Orléans et l"ENSAM de Toulouse, se fit en quatre phases. La première concerna son étude géologique et pédologique. La seconde permit d'établir une carte informatisée sur fond de carte cadastrale au 1/10 000. La troisième fut consacrée aux prélèvement d'échantillon de sols et à leur analyse. La quatrième concerna la mise en ligne de ces informations pour permettre au viticulteur de connaître les caractéristiques géologique, pédologique et physico-chimique de sa parcelle de vigne, les relevés correspondant à des surfaces de 625 m2, de connaître à partir de là les porte-greffes recommandés, possible ou à éviter, de dresser un plan de fumure de fond à apporter avant plantation ou de déterminer les besoins annuels en fumure de son vignoble.

### Le symposium international sur l'Histoire de la vigne et du vin
Il a tenu ses assises à l'Université du vin du 19 au 21 mai 1989. La coordination scientifique fut assumée par le professeur Gilbert Garrier, de l'Université Lumière Lyon II qui avait choisi comme thème unique "Le vin de cuve en bouche". Il fut décliné à travers siècles et millénaires. La première partie aborda la manière de faire et de boire du vin au cours de l'Antiquité grecque et romaine, la seconde fut consacrée au Moyen Age, période au cours de laquelle le vin fut chargé de « reconstituer la chaleur du corps, d'éliminer les mauvaises humeurs, de destoupper les conduits et de faciliter la digestion ». Le lendemain fut consacré aux XVIIe et XVIIe siècle[Quoi ?]. Les intervenants décrivirent les caves des financiers puis, un siècle plus tard, celle d'un parlementaire bourguignon. Pour la période pré-révolutionnaire furent mises en exergue les taxes écrasantes qui obéraient la production et le marché du vin en France. Ce qui permit à Takashi Koi, universitaire japonais, de faire un parallèle entre la Révolution française et l'histoire du vin au Japon. Après le constat de l'affirmation des crus, au cours du XIXe siècle tant en France, qu'en Catalogne et en Italie, Louis Orizet analysa les évolutions contemporaines.

### Les vins bio du Cellier des Dauphins
Le Cellier des Dauphins s'est engagé dans une nette orientation afin de proposer des vins issus de la viticulture biologique. Depuis 2009, c'est la première marque de vin à proposer une AOC issue de vignes conduites en agriculture bio.[réf. nécessaire] Ce sont 500 000 bouteilles de côtes-du-rhône qui ont été commercialisées en 2010. Pour développer ce secteur, la marque a soumis un plan à l’Agence Bio qui l'a validé en décembre de la même année. Ce qui permet au cellier de bénéficier désormais de la première aide collective de cette agence.
Ce plan prévoit, qu'en 2014, les treize caves coopératives adhérentes produiront 60 000 hectolitres de Côtes du Rhône avec des raisins issus de l'agriculture biologique. Afin d'atteindre cet objectif, un partenariat a été mis en place avec l'Université du vin de Suze-la-Rousse, les chambres d’Agriculture de Vaucluse et de la Drôme et les vignerons volontaires.